# ローラン・ビネ
ローラン・ビネ（フランス語: Laurent Binet、1972年7月19日 - ）は、フランスの小説家。

## 人物・経歴
1972年、フランス・パリで生まれた。パリ大学で現代文学を修め、兵役でフランス語教師としてスロヴァキアに赴任。その後、パリ第3大学、パリ第8大学で教鞭をとった。
2000年に Forces et faiblesses de nos muqueuses（我々の粘膜の強さと弱さ）でデビュー。2010年に発表した HHhH は高い評価を受け、2010年度のゴンクール賞最優秀新人賞と、2011年のリーヴル・ド・ポッシュ読者大賞を受賞した。また、英語訳版は英米各紙で絶賛され、ニューヨーク・タイムズの「100 Notable Books of 2012」に選ばれた。日本語版は2013年に出版され、本屋大賞翻訳小説部門で1位に選ばれるなど日本国内でも高い評価を受けた。同作は2017年に映画化された（邦題『ナチス第三の男』）。2015年には La Septième Fonction du langage（言語の第七の機能）でアンテラリエ賞受賞。

## 邦訳作品
- 『HHhH プラハ、1942年』高橋啓訳、2013年、東京創元社、海外文学セレクション
- 『言語の七番目の機能』高橋啓訳、2020年、東京創元社、海外文学セレクション
- 『文明交錯』橘明美訳、2023年、東京創元社、海外文学セレクション

## 作品
- Forces et faiblesses de nos muqueuses（2000年）
- La Vie professionnelle de Laurent B.（2004年）
- HHhH（2010年）
  - 『HHhH プラハ、1942年』高橋啓訳、2013年、東京創元社
- Rien ne se passe comme prévu（2012年）
- La Septième Fonction du langage（2015年）
  - 『言語の七番目の機能』高橋啓訳、2020年、東京創元社
- Qu'est-ce que la gauche ?（共著、2017年）
- Civilizations（2019年）- アカデミー・フランセーズ小説大賞受賞[3]
  - 『文明交錯』 橘明美訳、2023年、東京創元社